# Sound & Fury
| Совокупная оценка | Совокупная оценка |
| Источник          | Оценка            |
| ----------------- | ----------------- |
| Metacritic        | 79/100            |
| Оценки критиков   |                   |
| Источник          | Оценка            |
| AllMusic          | [ 2 ]             |
| Chicago Tribune   | [ 3 ]             |
| Exclaim!          | 9/10              |
| The Guardian      | [ 5 ]             |
| The Independent   | [ 6 ]             |
| Paste             | 6.5/10            |
| Pitchfork         | 7.2/10            |
| Rolling Stone     | [ 9 ]             |
| Sputnikmusic      | 4.0/5             |
| Under the Radar   | [ 11 ]            |

Sound & Fury (стилизованный заглавными буквами) — четвёртый студийный альбом американского кантри-певца и автора Стерджилла Симпсона, вышедший 27 сентября 2019 года на лейбле Elektra Records. В качестве продюсера записи выступил сам Симпсон.
Его выпуск сопровождается оригинальным антиутопическим аниме-фильмом Netflix, Sturgill Simpson Presents SOUND & FURY, написанный и спродюсированный Симпсоном и японским режиссёром Junpei Mizusaki из анимационной студии Kamikaze Douga. Альбом знаменует собой значительный отход от кантри-корней Симпсона и охватывает хард-рок, психоделику, блюз и фанк.
Альбом был номинирован на премию «Лучший рок-альбом» на 63-й церемонии вручения премии «Грэмми», а на Apple Music занял 3-е место в чартах стран. Это делает Симпсона первым артистом, который когда-либо был номинирован как на лучший рок-альбом, так и на лучший кантри-альбом по версии Grammy Awards.

## История
Альбом получил положительные отзывы музыкальных критиков и интернет-изданий: Metacritic (79 из 100), The Guardian (5 из 5), Hot Press.
Альбом дебютировал на позиции № 3 в кантри-чарте Top Country Albums и на № 12 в американском хит-параде Billboard 200, с тиражом 32,000 единиц с учётом треков и стриминга (в том числе, 26,000 копий продаж) в первую неделю. К марту 2020 года тираж составил 72,900 копий в США.

### Итоговые списки
| Публикация           | Список                | Ранг | Ссылка |
| -------------------- | --------------------- | ---- | ------ |
| Billboard            | Top 50 Albums of 2019 | 35   | [ 20 ] |
| Chicago Tribune      | Top 10 Albums of 2019 | 7    | [ 21 ] |
| Good Morning America | Top 50 Albums of 2019 | 13   | [ 22 ] |
| Rolling Stone        | Top 50 Albums of 2019 | 16   | [ 23 ] |
| Vulture              | Top 10 Albums of 2019 | 9    | [ 24 ] |
| Yahoo!               | Top 10 Albums of 2019 | 6    | [ 25 ] |

## Список композиций
Слова и музыка всех песен — Sturgill Simpson; «A Good Look» совместно с John Prine.
| №                   | Название                  | Длительность |
| ------------------- | ------------------------- | ------------ |
| 1.                  | «Ronin»                   | 3:48         |
| 2.                  | «Remember to Breathe»     | 2:56         |
| 3.                  | «Sing Along»              | 2:54         |
| 4.                  | «A Good Look»             | 4:01         |
| 5.                  | «Make Art Not Friends»    | 5:51         |
| 6.                  | «Best Clockmaker on Mars» | 3:54         |
| 7.                  | «All Said and Done»       | 3:58         |
| 8.                  | «Last Man Standing»       | 2:10         |
| 9.                  | «Mercury in Retrograde»   | 4:31         |
| 10.                 | «Fastest Horse in Town»   | 7:05         |
| Общая длительность: | Общая длительность:       | 41:08        |

## Участники записи
По данным заметок на альбоме.
- Стерджил Симпсон — вокал, гитара, гитара, продюсер, микширование
- Chuck Bartels – бас-гитара, сопродюсер
- Miles Miller — ударные, перкуссия
- Robert Emmett — клавишные, синтезатор, сопродюсер

## Позиции в чартах
| Чарт (2019)                        | Высшая позиция |
| ---------------------------------- | -------------- |
| Канада (Canadian Albums Chart)     | 55             |
| Шотландия (Scottish Albums Chart)  | 11             |
| Швейцария (Schweizer Hitparade)    | 76             |
| Великобритания (UK Albums Chart)   | 79             |
| США (Billboard 200)                | 12             |
| США (Billboard Top Country Albums) | 3              |
| США (Billboard Top Rock Albums)    | 3              |